# Хэйгел, Брэндон
Брэ́ндон Хэ́йгел (англ. Brandon Hagel; род. 27 августа 1998, Сасктаун, Саскачеван, Канада) — канадский хоккеист, левый крайний нападающий клуба НХЛ «Тампа-Бэй Лайтнинг». Чемпион мира 2021 года в составе сборной Канады.

## Биография

### Юниорская карьера
Брэндон Хэйгел родился 27 августа 1998 года в городе Сасктаун провинции Саскачеван в семье Дуэйн и Николь Хэйгел. Однако, позже семья переехала в Моринвилл провинции Альберта. Хоккеем начал заниматься в городе Форт-Саскачеван, который находится недалеко от Моринвилля. С 2011 по 2015 годы играл в юниорских лигах за хоккейные клубы из Форт-Саскачевана.
Карьеру игрока продолжил в юниорском хоккейном клубе «Ред-Дир Ребелз» из WHL, подписав с клубом контракт на три года. Первым сезоном в WHL стал сезон 2015/16, в котором игрок набрал 47 (13+34) очка в 72 матчах. В следующем сезоне Брэндон Хэйгэл сыграл намного лучше, набрав в 65 матчах 71 (31+40) очко. В сезоне 2017/18 сыграл 56 матчей и набрал 59 (18+41) очков. Последним сезоном в WHL для игрока стал сезон 2018/19, в котором он сыграл 66 матчей и набрал рекордные для себя 102 (41+61) очка.

### Профессиональная карьера

#### НХЛ
В октябре 2018 года будучи неограниченно свободным агентом подписал трёхлетний контракт новичка с «Чикаго Блэкхокс» на общую сумму в $2,7 млн. В сезоне 2018/19 продолжил игру за «Ред-Дир Ребелз» в WHL, но к апрелю 2019 года успел присоединиться к фарм-клубу «Рокфорд Айсхогс» и провёл в АХЛ к концу сезона 8 матчей, в которых отметился одной результативной передачей.
Сезон 2019/20 начал в фарм-клубе «Рокфорд Айсхогс» из АХЛ. 11 марта 2020 года был вызван в состав основной команды и дебютировал в НХЛ в тот же день в матче с «Сан-Хосе Шаркс». Результативными действиями не отметился и был снова отправлен в фарм-клуб. К концу сезона Хэйгел сыграл 59 матчей, в которых набрал 31 (19+12). Этот сезон стал для него последним в АХЛ.
Перед сезоном НХЛ 2020/21, 30 сентября 2020 года, был арендован швейцарским хоккейным клубом «Тургау». Но к середине января 2021 года вернулся в состав «Чикаго Блэкхокс» и продолжил выступление в НХЛ, сыграв в Швейцарии 14 матчей и набрал 15 (8+7) очков. К концу сезона сыграл в регулярном чемпионате НХЛ 52 матча и набрал 24 (9+15) очка.
В августе 2021 года подписал новый трёхлетний контракт с «Чикаго Блэкхокс» на общую сумму в $4,5 млн. Первый хет-трик в своей карьере в НХЛ сделал 25 февраля 2022 года в матче с «Нью-Джерси Девилз». Однако, в сезоне НХЛ 2021/22 провёл за клуб из Чикаго 55 матчей, в которых набрал 37 (21+16) очков, и в марте 2022 года был обменян в «Тампа-Бэй Лайтнинг» на драфт-пики в первых раундах 2023 и 2024 года, Бориса Качука и Тэйлора Рэддиша, контракт игрока был сохранён. Сыграл в сезоне ещё 22 матча и набрал 7 (4+3) очков. В плей-офф Кубка Стэнли 2022 года провёл 23 матча, набрал 6 (2+4) очков.
В сезоне НХЛ 2022/23 продолжил выступление за «Тампа-Бэй Лайтнинг» и провёл первый полноценный сезон за новую команду. 18 марта 2023 года сделал хет-трик в ворота «Монреаль Канадиенс». Всего в регулярном чемпионате сыграл 81 матч, набрал 64 (30+34) очка. В плей-офф Кубка Стэнли 2023 года провёл 6 матчей, в которых набрал 5 (1+4) очков.
В августе 2023 года Брэндон Хэйгел подписал восьмилетний контракт с «Тампа-Бэй Лайтнинг» на общую сумму в $52 млн. Сезон 2023/24 для себя открыл 10 октября 2023 года матчем с клубом «Нэшвилл Предаторз», в ворота которого в матче забросил одну шайбу. К концу сезона сыграл в 82 матчах регулярного чемпионата, набрал 75 (26+49) очков. В плей-офф Кубка Стэнли 2024 года провёл 5 матчей, в которых набрал 5 (3+2) очков.
В сезоне НХЛ 2024/25 сделал хет-трик в матче с «Нью-Джерси Девилз» 22 октября 2024 года. В матче с «Колорадо Эвеланш» 25 ноября 2024 года набрал 5 (0+5) очков. В конце регулярного чемпионата, 13 апреля 2025 года, в матче с «Баффало Сейбрз» стал автором ассистентского хет-трика. В сезоне сыграл во всех 82-х матчах и набрал 90 (35+55) очков. В плей-офф Кубка Стэнли 2025 года «Тампа-Бэй Лайтнинг», как и в прошлом году, вышли на «Флорида Пантерз» и проиграли в пяти матчах. В этой серии Хэйгел сыграл только в трёх играх, результативными действиями не отметился. Сыграть больше игр нападающему помешала травма, полученная в середине третьего матча 28 апреля 2025 года.

#### В сборной
Впервые за национальную сборную Брэндон Хэйгел сыграл в мае 2021 года на чемпионате мира по хоккею с шайбой 2021. Сыграл на турнире 10 матчей, но результативными действиями не отметился. Тем не менее, после финального матча чемпионата между сборной Канады и сборной Финляндии, стал чемпионом мира.
В мае 2024 года был вызван в состав сборной Канады для участия в чемпионате мира по хоккею с шайбой 2024. Он сыграл в 10 матчах и набрал 7 (3+4) очков. Однако, сборной Канады не удалось стать даже бронзовым призёром чемпионата мира, потому как в матче за третье место сборная Канады уступила сборной Швеции.

## Стиль игры
Брэндон Хэйгел считается активным, энергичным, упорным и физически развитым игроком. Его рост и вес способствуют физической и энергичной игре. В 2018 году скауты «Чикаго Блэкхокс» отмечали его как качественного игрока. Стиль игры Хэйгэла заключается в работе и усердии, которое он проявляет как на тренировках, так и в официальных матчах. Главный тренер «Рокфорд Айсхогс» Дерек Кинг отмечал не только активность нападающего, но и его умения разыгрывания. Способности разыгрывающего и плеймейкера позволяют Хэйгэлу делать качественные передачи, разрывая оборону противника. Кроме того, он успешно играет в обороне благодаря своей высокой скорости и хорошему катанию.

## Достижения

### Командные

#### В сборной
| Год  | Команда        | Достижение   |
| ---- | -------------- | ------------ |
| 2021 | Сборная Канады | Чемпион мира |

#### НХЛ
| Год  | Команда            | Достижение                          |
| ---- | ------------------ | ----------------------------------- |
| 2022 | Тампа-Бэй Лайтнинг | Финалист плей-офф Кубка Стэнли 2022 |

### Личные

#### Юниорская карьера
| Год  | Команда        | Достижение                                 |
| ---- | -------------- | ------------------------------------------ |
| 2019 | Ред-Дир Ребелз | Попадание во вторую Сборную всех звёзд WHL |

По данным Eliteprospects.com

## Статистика
| Легенда | Легенда                    | Легенда | Легенда                   | Легенда | Легенда    |
| ------- | -------------------------- | ------- | ------------------------- | ------- | ---------- |
| И       | Количество проведённых игр | Штр     | Штрафное время            | +/−     | Плюс-минус |
| Г       | Голы                       | П       | Голевые передачи          | О       | Очки       |
| -       | Статистика неизвестна      | —       | Статистика не учитывалась |         |            |

### Клубная карьера
По данным NHL.com, AHL.com, Eliteprospects.com

### В сборной
По данным Eliteprospects.com

## Комментарии
1. ↑  Ассистентский хет-трик в хоккее — это три результативные передачи, которые сделал один игрок в одном матче